# Accademia degli Incogniti

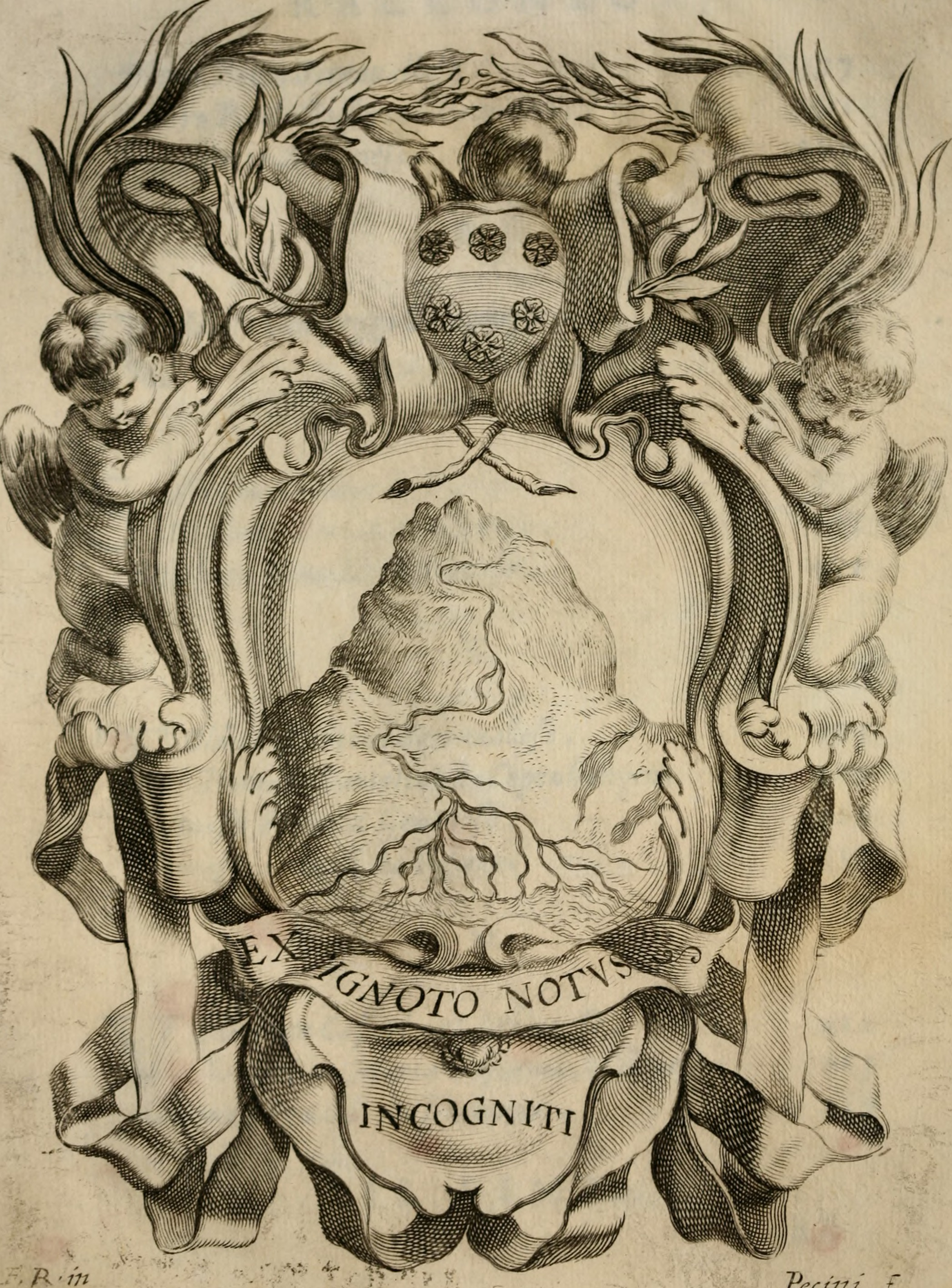
Stemma de la Accademia degli Incogniti (ilustración de 1647)

La Accademia degli Incogniti (Academia de los Incogniti), fundada en Venecia por Giovanni Francesco Loredano en 1630 e inicialmente llamada "Loredana", fue una de las Academias más activas del Seiscientos veneciano y una de las más libres en la península italiana.
La Academia reunía en su círculo diversos nobles, literatos e intelectuales de la época, bien venecianos, bien refugiados procedentes de otros reinos de Italia sometidos a represión religiosa por ser librepensadores o por su actividad en torno a la investigación natural y filosófica, en el contexto de la Contrarreforma.

## Historia
Una primera "Academia de los Incogniti" estuvo activa en Nápoles a lo largo de la primera mitad del siglo XVI y en ella participó la poetisa Laura Terracina bajo el nombre de Febbea.
De intereses puramente humanísticos (pero abierto también a asuntos relacionados con la medicina), fue un centro de producción y difusión literaria, de lectura y de debate, y reunió prácticamente a todos los principales exponentes de las diversas corrientes del Barroco. En este sentido, es interesante la coexistencia de Marino y sus seguidores con intelectuales claramente antimarinistas como Stigliani y Murtola, y otros literatos heterodoxos, como Ferrante Pallavicino, Girolamo Brusoni, Antonio Rocco, junto con escritores afines al sistema.
El lema de la Academia, creado por Guido Casoni, era «Ex ignoto notus». El emblema fue diseñado por Francesco Ruschi y Jacopo Piccini, que incluye el Nilo (cuyas fuentes eran en la época, significativamente, desconocidas o "incógnitas") bajando tortuosamente de un monte antes de desembocar en el Mediterráneo.
Después de la peste de 1630, la Academia de los Incogniti, cuyos componentes quedaron diezmados, fue refundada y tuvo su momento de mayor esplendor entre los años treinta y cuarenta, cuando desarrolló una importante actividad editorial, especialmente con la publicación de novelas y novelas breves, aunque también trabajos de historia, disquisiciones académicas, poesía lírica, tratados en latín y en italiano. En general, destaca la importancia de la retórica, a expensas de la eficacia narrativa y del dinamismo de la acción.
Su actividad fue más allá del ámbito literario. La Academia fomentó el teatro musical en Venecia a partir del 1630, fundando un teatro propio, el Novissimo, y la producción pictórica, evidenciándose también en estos campos su tendencia al eclecticismo. Desde el punto de vista filosófico, se vinculaba a la filosofía aristotélica a través Cesare Cremonini, profesor de filosofía en la Universidad de Padua. En los libretos para tragedias musicales, los intelectuales iconoclastas de la Academia se expresaban de manera sorprendentemente directa y a menudo amoral. Entre estos libretistas se encontraban: Giacomo Badoaro, autor del libreto de El regreso de Ulises a la patria de Claudio Monteverdi, Giovanni Francesco Busenello, que escribió para Monteverdi La coronación de Popea y Giacomo Andrea Cicognini.
Tras la ejecución de uno de sus miembros más activos, Ferrante Pallavicino, que fue decapitado, autor de varias obras mal vistas por la Iglesia (1644) y otros acontecimientos, la Academia de los Incogniti inició un rápido declive. En 1651 salía a luz la última de sus obras colectivas: Cento Novelle. En el preámbulo de la obra se anunciaba la próxima publicación de otras dos: Poesie y la segunda parte de Discorsi; pero estas obras no vinieron nunca a la luz.
En 1652 la Academia se había extinguido. De sus cenizas nació la Accademia dei Difesi (Academia de los Defendidos), también fundada por Loredano. En 1657, con el regreso de la Compañía del Jesús a Venecia, se intensificaba el control de la censura sobre la prensa, poniendo fin a la particular situación que había hecho de la República de Venecia el estado más libre de la península; además, la creciente influencia francesa se imponía ya en las nuevas modas literarias.

## Términos relacionados
- Gian Francesco Rubios
- Girolamo Brusoni
- Giovanni Francesco Busenello
- Guido Casoni
- Giovanni Francesco Loredano
- Ferrante Pallavicino
- Antonio Rocco
- Barbara Strozzi

## Otros proyectos
- Wikimedia Commons contiene immagini o altri file su Accademia degli Incogniti

- Datos: Q3603983
- Multimedia: Accademia degli Incogniti / Q3603983